# استیرول
استیرول (انگلیسی: Stirol) شرکت صنایع شیمیایی اوکراینی است، که در سال ۱۹۳۳ تأسیس شد.